# Dimanche Martin
Dimanche Martin (Domingo Martín) era el nombre de una serie de programas de televisión franceses preparados, producidos y presentados por Jacques Martin cada domingo por la tarde desde diciembre del 1980 à junio del 1998 en Antenne 2.

## Histórico
A lo largo de muchos años, Jacques Martin presentó los domingos por la tarde de Antenne 2 (convertida en France 2) en diferido desde el teátro del Empire en París. En 1977 Jacques Martin había presentado en Antenne 2 una primera serie de programas del domingo bajo el título de Bon Dimanche (Buen domingo) del cual provenía L'École des fans (la escuela de los fórofos), después de una ausencia de dos años retoma el concepto bajo el título de Dimanche Martin (domingo Martín).
Jacques Martin tuvo que interrumpir repentinamente sus programas, entre los cuales Sous vos applaudissements en 1998 como consecuencia de un accidente cerebrovascular.. Jean-Claude Brialy lo reemplazó entonces de inmediato hasta el final de la temporada. Los programas no se reanudaron.

## Los programas de Dimanche Martin
- Entrez les artistes (Entrad artistas) (1980-1986) programa coanimado con Daniel Patte (en 1980 y 1981), luego rodeado de un équipo de periodistas especializados (Dominique Rabourdin, Josette Raimbault, France Veber, Nicolas Petitjean, Bernard Matignon), emitida antes del telediario de 13h, el programa repasaba la actualidad cultural (ciné, música, teatro). En 1987 la reemplazan:
  - Comme sur un plateau (como sobre una bandeja) (1987-1990), programa culinario copresentado con Claude Sarraute y David Martin.
- Incroyable mais vrai (1980-1983) (increíble pero cierto), coanimado con Muriel Hees y después Catherine Ceylac, era un programa de entretenimiento presentando unos récords más o menos salaces. Reemplazaron el programa:
  - Si j'ai bonne mémoire (si la memoria no me falla) (1983-1985) juego coanimado con Jacques Forestier y Charlotte Sandra[1]
  - Tout le monde le sait (todo el mundo lo sabe) (1985-1987) programa de juegos.[2]
  - Le monde est à vous (el mundo es suyo) (1987-1997) programa de juegos que oponía tres candidatos.[3]
  - Sous vos applaudissements (bajo sus aplausos)] (1998)
- L'École des fans (la escuela de los forófos) (1977-1998)
- Les Voyageurs de l'histoire (los viajeros de la historia) programa realizado por Jacques Martin y Alain Decaux, el concepto era de proponer un viaje en el tiempo a través de la historia de Francia.
- Thé dansant (té danzante) (1980-1985), era un programa musical basado en los éxitos de los años 1950, con la orquesta de Robert Quibel.[4] Reemplazaron el programa:
  - Thé Tango (té tango)
  - Le Kiosque à Musique (el kiosco musical) (1985-1987) consagrado a la música clásica.[5]
- Ainsi font, font, font (Así hacen, hacen, hacen): programa satírico copresentado con Laurent Gerra, Virginie Lemoine, Laurent Ruquier, Julien Courbet, Jacques Ramade, Laurent Baffie.

## Las series
- Tímido y sin complejo
- Magnum P.I.
- Profesión Peligro
- Chips
- Remington Steele, a partir del 13 de noviembre de 1983
- Loterie (Lotería)
- Les deux font la paire(El espantapájaros y la señora King)
- MacGyver
- L'Équipée du Poney Express (The Young Riders)
- Tequila et Bonetti(Tequila y Bonetti)